# Лазерна епіляція

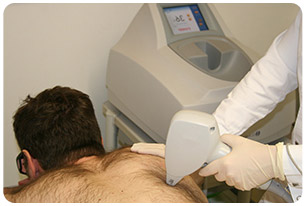
Лазерна епіляція (видалення волосся)

Ла́зерна епіля́ція — вид епіляції, метод радикального видалення волосся на тілі, з руйнуванням волосяних фолікул за допомогою лазерного випромінювання (світло з великою густиною енергії, одною довжиною хвилі і високою спрямованістю).
Лазерна епіляція здійснюється з використанням спеціального приладу — лазера. Метод заснований на принципі «селективного фототермоліза» — виборчому поглинанні світла різними біологічними структурами: пігмент волосся — це меланін, який зосереджений в стержні і волосяному фолікулі, здатний поглинати світлові хвилі певної довжини (оптимальний діапазон 750—810 нм). У результаті дії лазерного випромінювання меланін, поглинаючи енергію світла, нагрівається і руйнує дермальний сосочок волосини і судини, що живлять волосяний фолікул. Через кілька тижнів стрижень волосини з загиблим «коренем» випадає.
В залежності від зони росту волосся на тілі, частина волосяних фолікулів знаходиться в стані спокою (telogen) в середньому це близько 70 %, і до 30 % волосяних фолікул знаходиться в стані росту (anagen) — волосся, яке знаходиться в стані спокою, нечутливе до випромінювання лазера. Для максимального видалення волосся, необхідна серія процедур лазерної епіляції з інтервалом від кількох тижнів до кількох місяців, залежно від типу волосся і зони росту. Кількість процедур залежить від типу і потужності лазерної системи, а також має значення кваліфікація майстра, що проводить епіляцію. Таким чином, можна досягти скорочення волосся до 95 %. Можливо використовувати практично для будь-якого відтінку шкіри.Відмінність від звичайного гоління, епіляція забезпечує куди більш довгострокові результати, так як пристрій видаляє кожен волосок разом з цибулиною окремо, а ріст нового починається тільки після його формування, на яке потрібно не менше чотирьох тижнів.
Кому показана процедура: жінки чи чоловіки віком від 18 років (до 18 — з письмової згоди батьків) з натуральним кольором волосся від темного до світло-русявого.
При ELOS технології на фолікули додатково діє і електрична енергія. При одномоментній дії вони об'єднують свої можливості і допомагають один одному. Це дає величезну перевагу методу - можна знизити потужність приладів майже на 60% без втрати ефективності.

## Популярні види лазерної епіляції
- Александритовий лазер: це один із найшвидших лазерів для видалення волосся, який найкраще підходить для світлих фототипів шкіри.
- Діодний лазер: він має більшу довжину хвилі та добре підходить для темної шкіри та для видалення волосся на обличчі, ногах і спині.
- Лазер Nd:YAG: це універсальний лазер, який можна використовувати на будь-якому відтінку шкіри, включаючи темну шкіру. Використовується для видалення волосся на обличчі, ногах, спині та інших областях. Не розповсюджений в Україні.
- IPL (інтенсивне імпульсне світло): він використовує хвилі світла різної довжини, для впливу на волосяні фолікули. Ефективно видаляє волосся на обличчі, ногах, руках і спині.
- Рубіновий лазер: це один із найстаріших типів лазерної епіляції, який використовується переважно для світліших тонів шкіри.
- Сапфіровий лазер: він схожий на рубіновий лазер і найкраще підходить для світліших тонів шкіри.[4]

## Протипоказання
- Абсолютні: (лазерну епіляцію робити не можна): онкологічні захворювання, цукровий діабет у стадії декомпенсації, індивідуальна непереносимість процедури, світле або сиве волосся.
- Відносні: (процедуру можна робити тільки проконсультувавшись з лікарем або після усунення протипоказання): вагітність, хронічні та гострі захворювання шкіри, свіжа засмага (до 2 тижнів), множинні родимки в місцях впливу лазером, варикозне розширення вен, схильність до утворення келоїдних рубців, застуда, грип, ГРВІ в активній фазі, алергія в стадії загострення, наявність опіків, саден, подряпин на оброблюваній поверхні шкіри.

## Можливі ускладнення
- Опіки шкіри (з'являються в разі некомпетентності лікаря або неякісного охолодження шкіри).
- Алергічні реакції.
- Гіперпігментація.
- Фоллікуліт (розвивається при схильності пацієнта до підвищеного потовиділення, відвідуванні лазні або сауни в перші тижні після епіляції).
- Загострення герпесу (виникає у пацієнтів з ослабленим імунітетом, які раніше мали дане захворювання).
- Кон'юнктивіт, світлобоязнь, втрата зору (при попаданні лазерного променя на оболонку ока при відмові від захисних окулярів або їх поганому приляганні).

## Догляд за шкірою після лазерної епіляції
- протягом 3 днів не відвідувати басейни, сауни і лазні;
- не засмагати протягом 2-х тижнів після епіляції;
- протягом 3 днів не використовувати спиртовмісних лосьйонів;
- протягом декількох днів після епіляції використовувати живильні креми, такі як: «Пантенол», «Біпантен» або будь-які інші зволожувальні засоби;
- на ділянках шкіри, не прихованих від прямого впливу сонячних променів, впродовж тижня використовувати сонцезахисні засоби